# Coulon, Deux-Sèvres

Coulon este o comună în departamentul Deux-Sèvres, Franța. În 2009 avea o populație de 2,211 de locuitori.